# Seþórir Grímsson
Seþórir Grímsson (Sethorir, n. 890) fue un vikingo y bóndi de Rauðamelur, Hnappadals en Islandia. Era hijo del colono noruego Grímur Ingjaldarson. Es un personaje de la saga Eyrbyggja, y saga de Gunnlaugs ormstungu. Su hijo Þorfinnur Selþórisson (n. 946) heredó la hacienda.